# Алечкович, Мира
Ми́ра Але́чкович (серб. Мира Алечковић; 2 февраля 1924, Нови-Сад, Королевство Югославия — 27 февраля 2008, Белград, Сербия) — сербская и югославская писательница и поэтесса. Член Сербской академии наук и искусств. Президент Союза писателей Югославии.

## Биография
Мира Алечкович родилась 2 февраля 1924 года в городе Нови Сад в семье сербского журналиста Масана Алечковича. Мать Миры Драгика Трпинич была почтовой служащей и телеграфисткой. 
Обучалась на факультете славянской письменности Белградского университета у знаменитого лингвиста, академика и профессора Белградского университета Александра Белича.
В 1941 году вступила в Союз коммунистической молодежи Югославии.
Мира Алечкович была полиглотом, свободно говорила на десяти иностранных языках: французском, немецком, английском, русском, итальянском, польском, чешском, македонском, словенском и словацком.
После начала Второй мировой войны, участвовала в партизанской борьбе. Чуть позже была медсестрой в действующей армии. После окончания войны принимала участие во многих акциях за мир, налаживала связи с гуманистами, писателями и художниками разных стран, участвовала в разнообразной общественной и литературной деятельности. Была председателем Общества дружбы Югославия-Франция.
Редактировала многие молодёжные журналы («Omladina» (Молодежь), «Pionir» (Пионер), «Mladost» (Молодость) и «Poletarac» (Цыпленок)). Главный редактор журнала для детей "Zmaj" (Змай).  Была секретарём, а впоследствии, вице-президентом и президентом Ассоциации писателей Сербии и президентом Союза писателей Югославии.
В 1946 году продолжила учёбу в Белградском университете и в 1953 году в Сорбонне в Париже.
Умерла в 2008 году и была похоронена с военными почестями на аллее Почёта на Новом кладбище Белграда.

## Семья
Муж - Сава Николич (1920-1981), художник. Трое детей, одна из них -  Мила Алечкович-Николич, клинический психолог, писательница и общественная деятельница, президент движения «Женщины созидатели для Сербии».

## Творчество
Мира Алечкович является автором 53 книг для детей и взрослых. Бо́льшую часть её творчества составляет поэзия. Первый её сборник вышел в свет в 1946 году. Поэзия Алечкович, в основном, посвящена темам любви и детства. Автор хвалебной оды маршалу Тито.
Её поэзия и проза были переведены на более чем 20 языков — русский, болгарский, румынский, венгерский, польский, чешский, монгольский, итальянский и все языки народов и народностей Югославии.
В СФРЮ приобрела значительную популярность, особенно, своими детскими произведениями, партизанскими и детскими песнями.

## Поэтические сборники
- 1946 — Звездане баладе
- 1949 —Дани разиграни
- 1949 — Три пролећа
- 1952 — Трагови без стопа
- 1955 — Пионирско пролеће
- 1956 — Пријатељи
- 1957 — Ластавица
- 1963 — Сребрни воз
- 1970 — Сунчани солитери
- 1972 — Да живот буде љубав
- 1975 — Сањалица
- 1980 — Не могу без снова
- 1982 — Стаза сребром извезена
- 1989 — Звездане баладе

## Романы
- 1953 — Сребрна Коса
- 1958 — Збогом велика тајно
- 1960 — Зашто грдиш реку?
- 1960 — Јутро

## Награды и премии
- офицер Ордена Почётного легиона
- командор Ордена Почётного легиона
- Орден Академических пальм
- Орден Отечественной войны
- Национальный орден Льва (Сенегал)
- 1950 — Национальная премия за сборник стихов
- 1953 — Премия «Детская книга» за роман «Серебряный волос»
- 1964 — Премия за лучший текст песни для детей
- 1965 — Золотая медаль за поэзию на международном поэтическом конкурсе в Пистойе
- 1966 — Первый приз советского детского журнала «Пионер»
- Октябрьская награда г. Белграда